# Eduard Lunde
Eduard Georg August Lunde (* in Clausthal; † 29. April 1853 in Elbingerode (Harz)) war ein deutscher Verwaltungsjurist.

## Leben
Lunde war Sohn eines Rechnungs- und Münzdirektors in Clausthal. Er studierte ab 1810 Rechtswissenschaften an der Universität Göttingen und unterbrach sein Studium während der Befreiungskriege. In Göttingen war er Mitglied des Corps Hannovera. Nach seinem freiwilligen Kriegseinsatz immatrikulierte er sich 1814 erneut in Göttingen. Nach dem Studium trat Lunde in den Verwaltungsdienst des Königreichs Hannover ein und wurde 1818 Amtsassessor im Amt Neuhaus, 1828 im Amt Stickhausen und 1834 im Amt Elbingerode. In der hannoverschen Exklave Elbingerode wurde Eduard Lunde 1843 zum Amtmann bestellt und später auch zum Oberamtmann befördert.